# Etrocorema belumensis
Etrocorema belumensis is een steenvlieg uit de familie borstelsteenvliegen (Perlidae). De wetenschappelijke naam van de soort is voor het eerst geldig gepubliceerd in 2009 door Wan Nur Asiah & Che Salmah.